# Tupolev Tu-154
Il Tupolev Tu-154 (in russo Туполев Ту-154?, nome in codice NATO Careless - incurante) è un aereo di linea a fusoliera stretta (in inglese narrow body) trimotore a getto destinato a rotte di medio raggio, progettato dall'OKB 156 diretto da Andrej Nikolaevič Tupolev e sviluppato in Unione Sovietica nella metà degli anni sessanta. È uscito dalla produzione nel primo bimestre del 2013.

## Storia del progetto
Fu impostato nella metà degli anni sessanta per vincere il concorso per un aereo in grado di sostituire la flotta dei vecchi Tupolev Tu-104, Ilyushin Il-18 e Antonov An-10 utilizzati in precedenza ed è stato il "cavallo da tiro" delle linee aeree sovietiche per parecchi decenni, prestando servizio su oltre un sesto delle terre emerse del mondo e trasportando circa la metà dei passeggeri dell'Aeroflot, potendo vantare cifre come 137,5 milioni di passeggeri e 243,8 miliardi di chilometri percorsi per esempio nel solo 1990. Il velivolo è stato inoltre esportato al di fuori dall'Unione sovietica ed impiegato da circa 17 linee aeree non russe e da un certo numero di aeronautiche militari. Rimane l'aereo di linea standard per i voli interni attraverso la Russia ed in altri stati in precedenza appartenenti al Patto di Varsavia.
Il Tu-154 è uno dei velivoli civili più veloci del mondo tra quelli in servizio, in quanto in grado di raggiungere una velocità di crociera di 975 km/ora. L'autonomia è di 5280 chilometri ed è in grado di operare da piste non pavimentate o da aeroporti preparati sommariamente solo con ghiaia. Viene spesso utilizzato nelle regioni artiche all'estremità settentrionale del territorio russo, in zone dove gli aeroporti possono avere infrastrutture solo rudimentali.
La cellula di un Tu-154 è dichiarata avere una vita operativa di 45 000 ore (18 000 cicli), ma è in grado di estendersi fino ad 80 000 ore con adeguata manutenzione. Il modello si pensa possa rimanere operativo fino al 2016, anche se la non conformità ai severi requisiti di limitazione del rumore, hanno portato a ridurre le attività di questo aereo nell'Europa occidentale negli ultimi anni.
Nel gennaio 2010, la compagnia aerea russa Aeroflot ha annunciato il termine delle attività della propria flotta di Tu-154 dopo quasi 40 anni di servizio iniziati con le consegne di preproduzione del 1970. L'ultimo volo è stato il volo Aeroflot 736 da Ekaterinburg a Mosca del 31 dicembre 2009.
A febbraio 2013 viene annunciata la chiusura della catena di produzione dell'aereo da parte della Tupolev.

### Evoluzione temporale
- 1963 - l'inizio dei lavori di progettazione del Tupolev Tu-154 (il capo del progetto era l'ingegnere russo S.M. Eger).
- 3 ottobre 1968 - primo volo del Tupolev Tu-154B.
- 1970 - la costruzione della prima serie di 6 Tu-154 a Samara.
- 9 febbraio 1972 - primo volo di linea operato con un Tupolev Tu-154 sulla rotta Mosca - Mineral'nye Vody.
- 1975 - l'inizio dei lavori di progettazione del Tupolev Tu-154M (il capo del progetto era l'ingegnere russo A.Shengardt).
- 12 giugno 1980 - primo volo del prototipo del Tupolev Tu-154M con i motori Aviadvigatel' Solov'ëv D-30KU-154 (progetto Tupolev Тu-1Х4, Tupolev Тu-164).
- 1982 - primo volo del Tupolev Tu-154M.
- 16 luglio 1984 - primo volo del primo Tupolev Tu-154M di serie.
- 2003 - l'inizio della produzione della nuova versione Tu-154M-2003.
- 9 febbraio 2007 - 35 anni dall'entrata in servizio del Tu-154.
- 17 giugno 2008 - l'Aviacor (Samara, Russia) annunciò che gli ultimi 5 nuovi Tupolev Tu-154M di serie saranno consegnati entro il 2010.[1]
- 3 ottobre 2008 - 40 anni dal primo volo del Tupolev Tu-154[2].
- 31 dicembre 2009 - l'ultima volta un Tupolev Tu-154M dell'Aeroflot ha effettuato il volo di linea Ekaterinburg-Mosca. La principale compagnia aerea russa ha terminato così di effettuare i voli con gli aerei Tu-154 dopo quasi 40 anni di servizio.[3]
- 31 dicembre 2012 - l'ultimo Tupolev Tu-154M nella versione VIP è stato assemblato per il Ministero della Difesa della Russia chiudendo la produzione del velivolo.[4]

## Versioni

### Tu-154
Assieme al Tu-134, il Tu-154 è stato l'aeromobile di maggior successo commercializzato da Tupolev; centinaia di aerei di questo tipo volano nei cieli russi e non solo, a conferma della bontà del progetto. Effettuò il suo primo volo nel 1968; le certificazioni per il volo di linea giunsero solo nel 1971, ma in tre anni si riuscì ad avere un alto numero di ordinativi dall'Aeroflot per questo trireattore a medio-lungo raggio.

### Tu-154A
La versione iniziale è stata sostituita dalla versione A nel 1974. Il Tu-154A montava i motori potenziati e aveva il peso massimo al decollo di 94 tonnellate e 164 posti per i passeggeri.

### Tu-154B

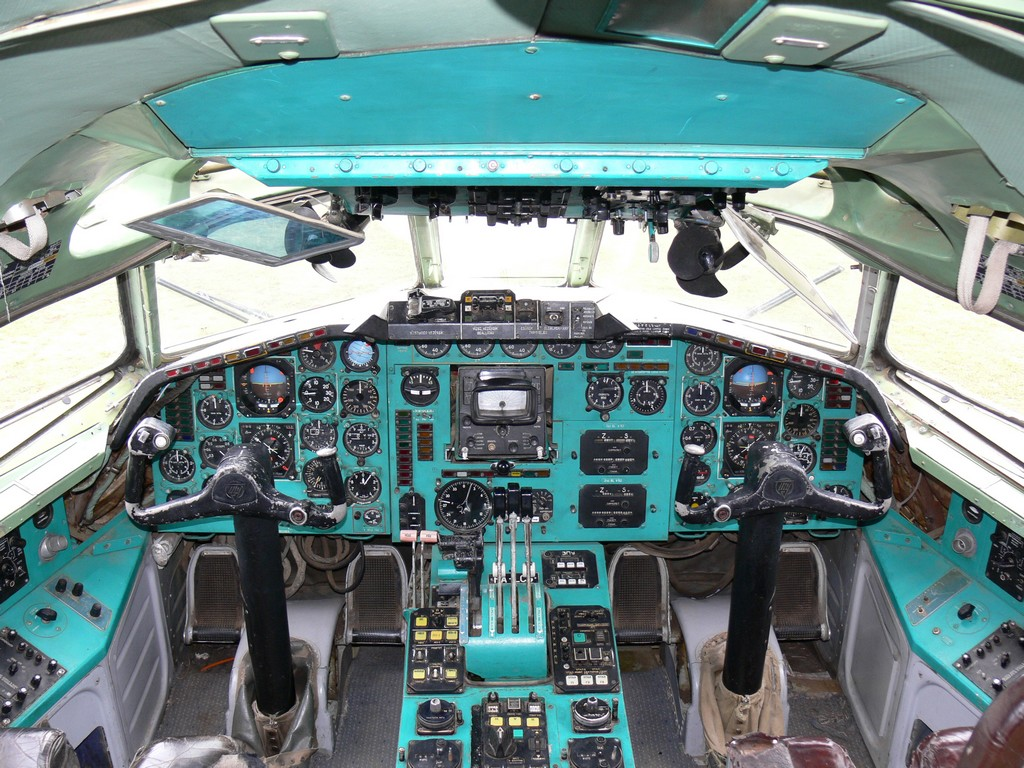
Cockpit del Tupolev Tu-154B-2 della ungherese Malév

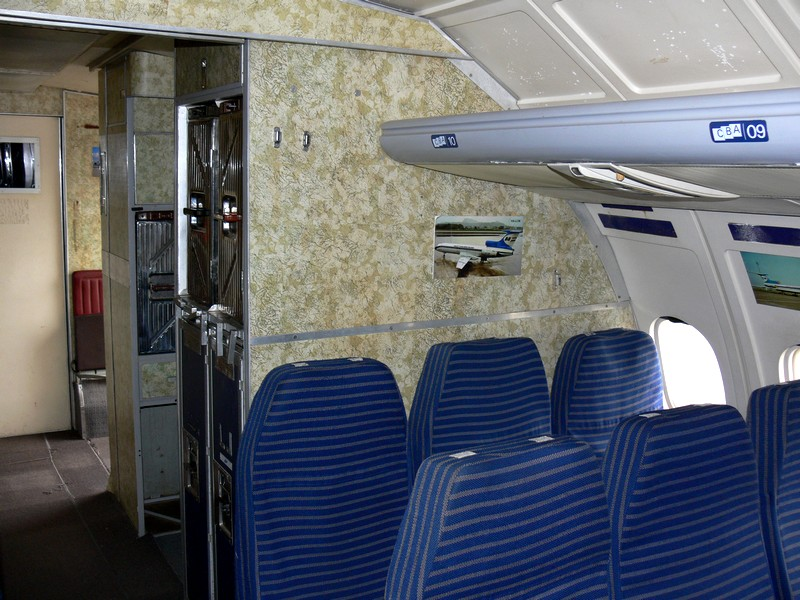
Classe economica del Tupolev Tu-154

Alla fine del 1975 la versione A era sostituita dalla versione B (passeggeri) che aveva il peso massimo al decollo di 96 tonnellate e 180 posti per i passeggeri. La versione Tu-154B era in produzione dal 1975 fino al 1985. Vennero costruiti 605 velivoli di questa versione, di questi 40 per il Governo e per il Ministero della Difesa dell'URSS.
L'avionica della versione B era molto avanzata quando entrò in servizio, e la qualità, per i primi tempi, era in grado di competere, per completezza e per efficienza, con quella del Lockheed TriStar e del Douglas DC-9-15, ma il mancato disgelo tra i paesi del patto di Varsavia e quelli dell'Alleanza Atlantica rafforzava l'isolamento dell'URSS, provocando una forte arretratezza tecnologica ed un uso di strumentazioni criptiche e difficili da interpretare. Il thrust-to-weight ratio del Tupolev Tu-154B era 0,35-0,36 in confronto di 0,22-0,27 degli aerei simili.
La versione B venne modificata due volte alla fine degli anni settanta. Nel 1978 entrò in produzione Tu-154B-1 e quasi subito dopo il modello migliorato Tu-154B-2.

### Tu-154S
Nel 1982 entrò in servizio la versione cargo del Tu-154 che era nominata Tu-154S. Il Tupolev Tu-154S era attrezzato di serie del complesso auto-pilotaggio ABSU-154-2 (in cirillico: АБСУ-154-2) in grado di effettuare l'atterraggio automatico secondo II categoria ICAO.

### Tu-154M
Nel 1984, su richiesta dell'Aeroflot, venne costruita la versione successiva Tupolev Tu-164 che viene in seguito rinominata Tupolev Tu-154M, con capacità di carico e peso massimo al decollo incrementati e con una strumentazione aggiornata, che annoverava anche un primitivo FMGS. Inoltre, la versione M montava motori Aviadvigatel' Solov'ëv D-30 più economici, potenti e silenziosi. La versione M e la successiva versione M-2 con il complesso d'avionica aggiornato rimase in produzione dal 1984 fino al 2002.

### Tu-154M-2003
La versione M-2003 o la versione M-3 è l'ultima versione del Tu-154 prodotta..

#### Le caratteristiche di serie
- I pavimenti di legno sono stati sostituiti da pavimenti più leggeri utilizzando i materiali compositi
- Sono state installate delle alette d'estremità per ridurne i consumi che comportano un risparmio per il 3% del carburante (oppure 800 kg in media) per un volo
- La spinta viene limitata automaticamente nel motore centrale dell'aereo al raggiungimento della velocità di crociera, mentre la spinta dei motori laterali viene potenziata automaticamente
- L'assenza dei sedili vicino all'uscita di sicurezza e il maggior numero dei posti in classe business
- Il rivestimento fonoassorbente (sound-absorbing material) dei motori D-30KU-154-II secondo il capitolo 3 dello supplemento 16 ICAO che permette al Tu-154M di volare nei paesi dell'Unione europea senza le limitazioni per il livello di rumore
- Il nuovo sistema di avvertimento d'avvicinamento al suolo (in cirillico: СРПБЗ)
- Il sistema migliorato di radiofari VOR (in cirillico: АРМ-406) (radiofaro di atterraggio, radiofaro di rotta, radiofaro di identificazione, radiofaro di navigazione, radiofaro di emergenza, radiofaro ad impulsi (a domanda e risposta), radiofaro di sicurezza (di pericolo), radiofaro di avvicinamento)
- Il motore D-30KU-154-II è stato aggiornato con la nuova camera di combustione a basse emissioni secondo i criteri recenti dell'ICAO, inoltre, è stata adottato il sistema del drenaggio chiuso
- Nei bagni sono stati installati i nuovi sistemi di rilevazione del fumo
- I registratori delle informazioni di volo si basano adesso su supporti digitali
- Sono stati attrezzati i sentieri luminosi per l'evacuazione dei passeggeri in caso d'emergenza nel corridoio, per i piloti e per gli assistenti di volo sono state installate le luci d'emergenza.

#### Le caratteristiche sperimentali
- Come gli optional sono installati i nuovi sistemi di navigazione secondo i criteri P-RNAV e RNP-1.
- Il nuovo QRH (in inglese: Quick Reference Handbook for pilots) basato sull'esperienza di tutti gli incidenti del Tu-154
- L'attrezzamento del Tu-154M con il sistema ACARS (in inglese: Aircraft Communication Addressing and Reporting System) che permette le comunicazioni digitali e vocali con la terra dall'aereo e dalla terra con l'aereo in contemporaneo
- Dispositivo di bordo del sistema ILS che consente di portare a termine atterraggi con una visibilità orizzontale ridotta

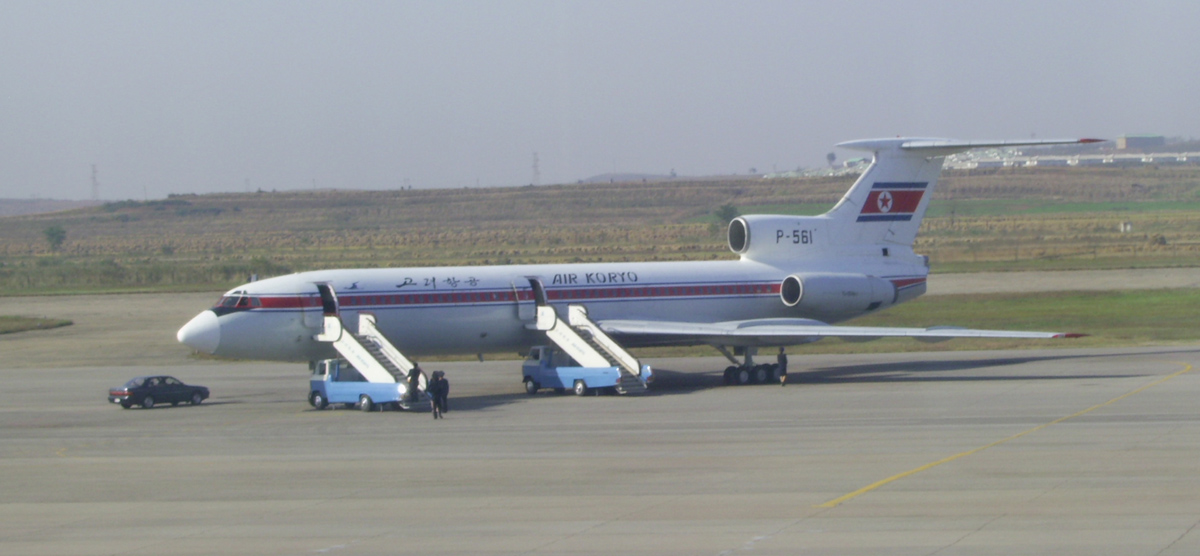
Tupolev Tu-154B nella livrea della nordcoreana Air Koryo

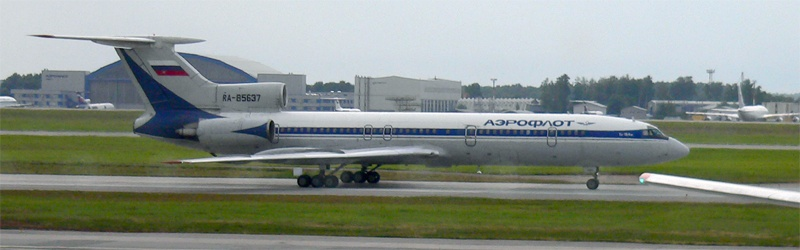
Tupolev nella livrea della Aeroflot post-URSS

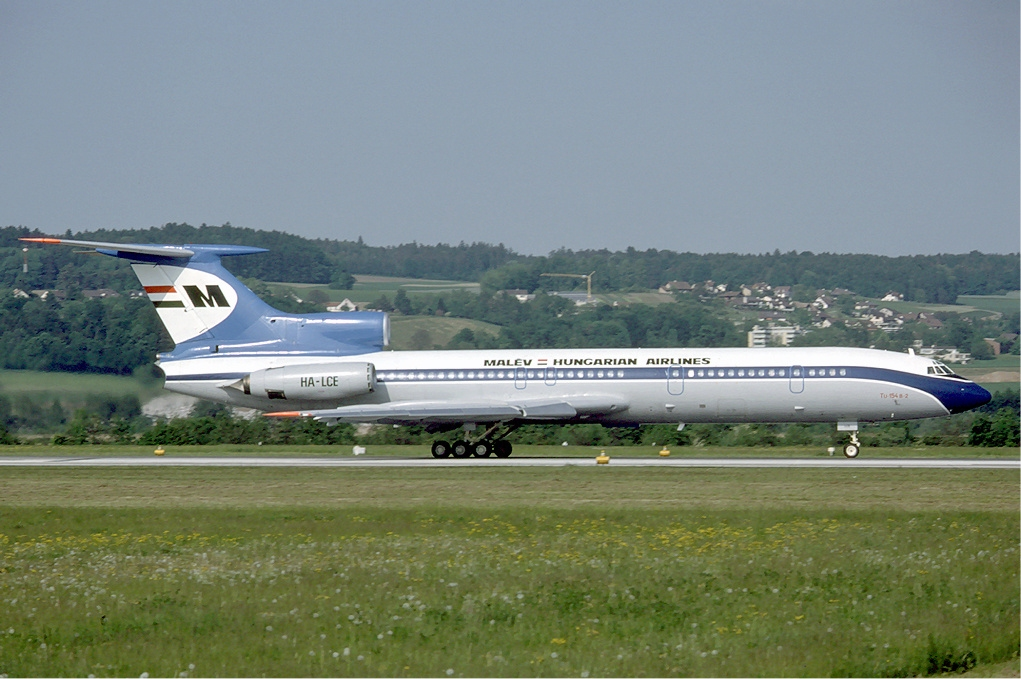
Tupolev Tu-154B-2 nella livrea della ungherese Malev

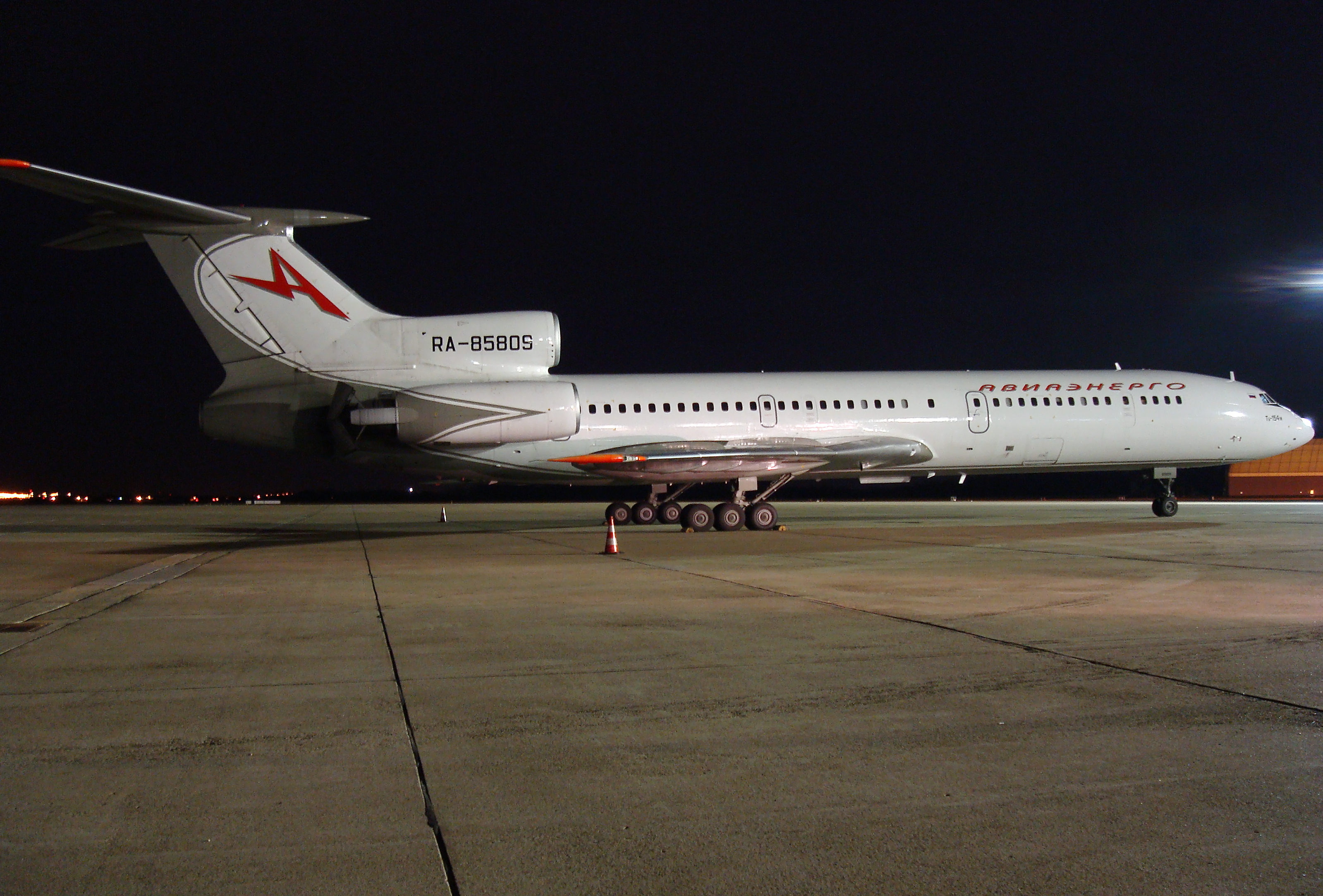
Tupolev Tu-154M nella livrea della russa Aviaenergo

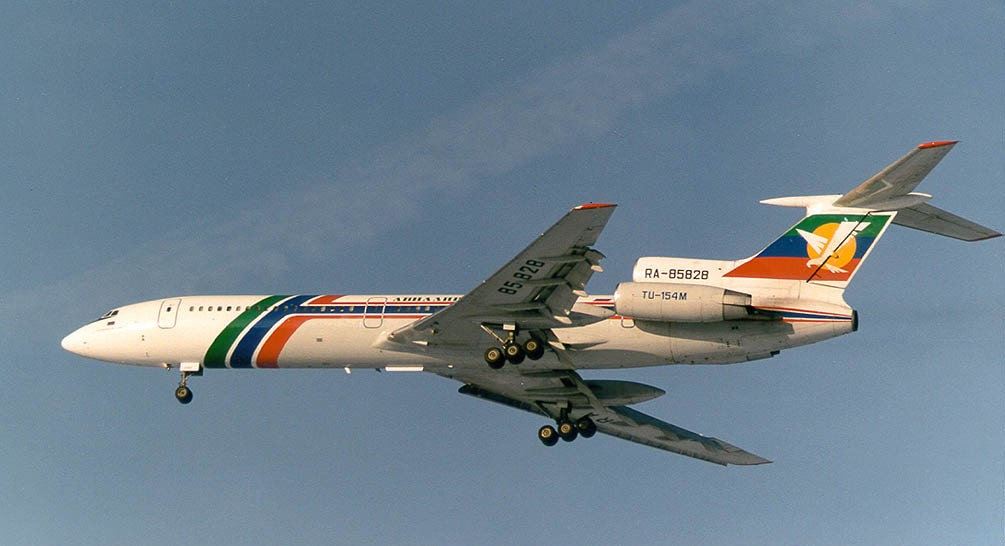
Tupolev Tu-154M nella livrea della russa Daghestan Airlines

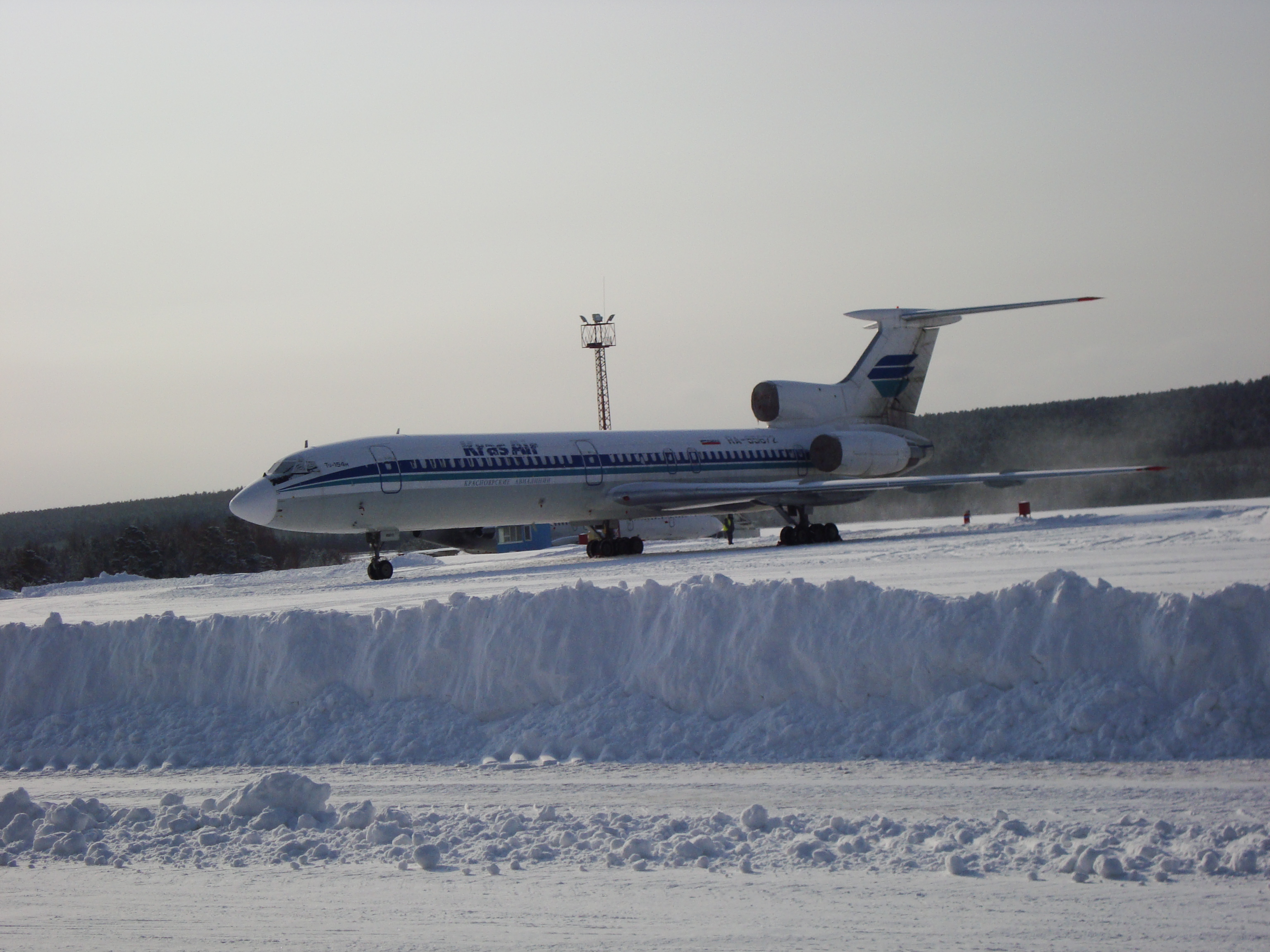
Tupolev Tu-154M-2003 nella livrea della russa KrasAir

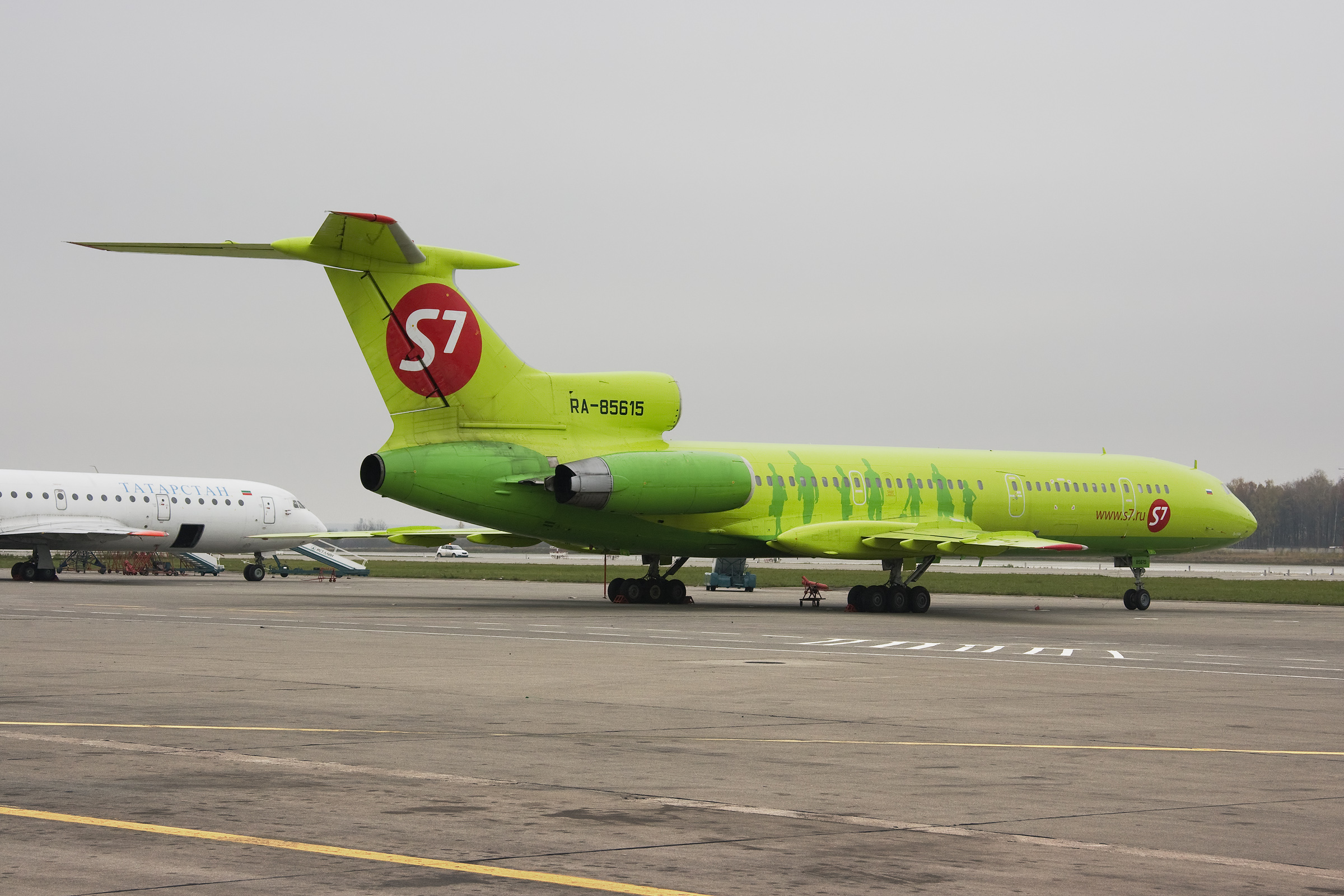
Tupolev Tu-154M nella livrea della russa S7 Airlines

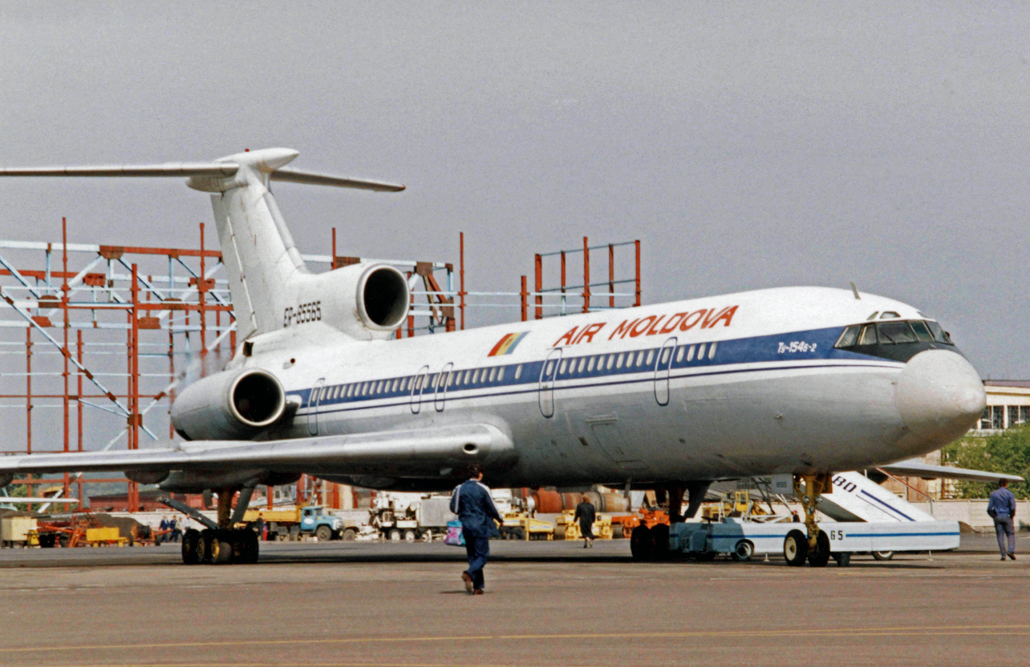
Tupolev Tu-154B-2 nella livrea storica dell'Air Moldova.

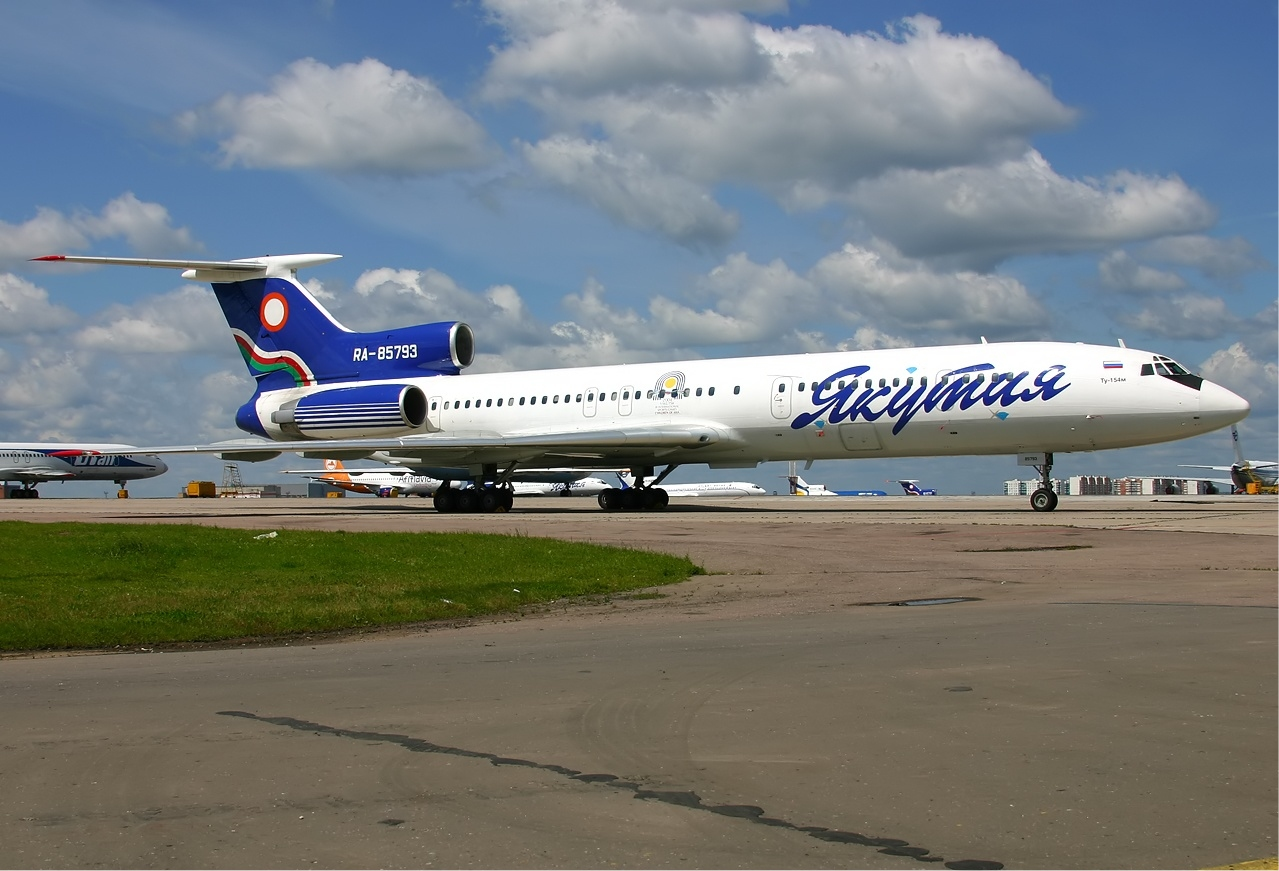
Tupolev Tu-154M nella livrea della russa Jakutavia.

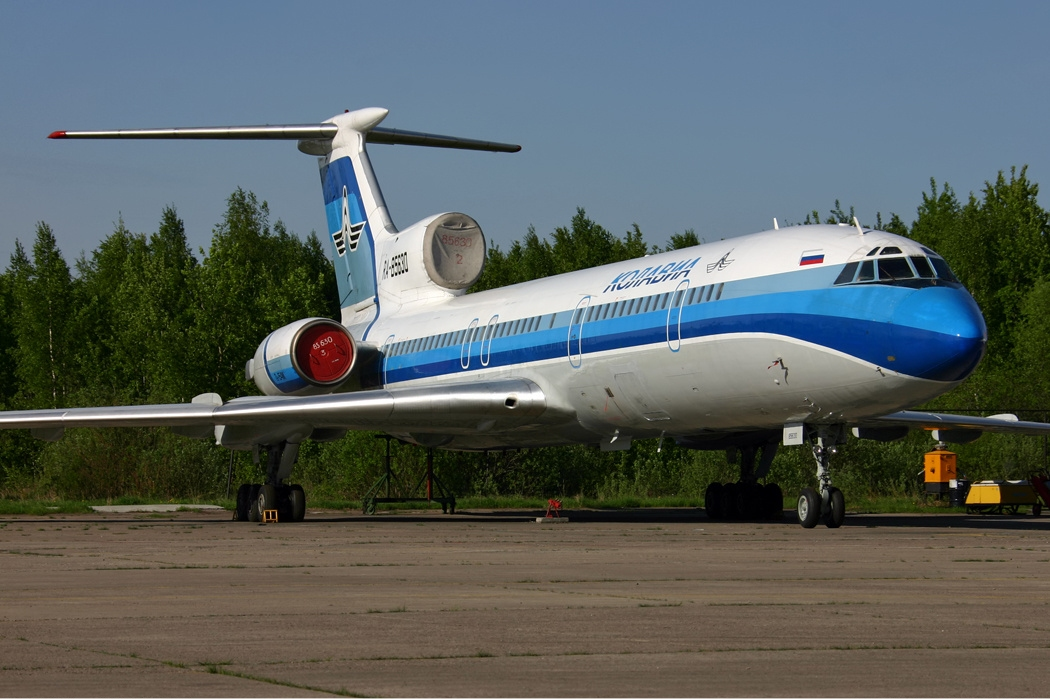
Tupolev Tu-154M nella livrea della russa Kolavia.

## Utilizzatori

### Civili[6]
Da quando il primo Tupolev Tu-154 entrò in servizio l'aereo continua a trasportare milioni di passeggeri all'anno e viene utilizzato dalle compagnie aeree russe e straniere (nel 2006 gli aerei Tupolev Tu-154M prodotti dal 1988 al 1992 hanno effettuato 35% dei voli della compagnia di bandiera russa l'Aeroflot, in particolare, in media sono stati effettuati 7,8 ore di volo al giorno per ogni Tu-154M).
 Russia
L'ultimo esemplare in servizio passeggeri in Russia ha svolto il suo ultimo volo il 28 ottobre 2020 con Alrosa Mirnyj Air Enterprise.
Nel complesso, le compagnie aeree russe che hanno operato con il Tu-154 sono:
- 223º Distaccamento Aereo
- Akaban-Avia
- Aero Rent Airlines
- Aeroflot
- Aeroflot-Nord
- Aerokuzbass
- Air Bashkortostan
- Airlines 400
- Alrosa Mirnyj Air Enterprise
- Atlant-Sojuz
- Avia-Tatarstan
- Aviaenergo
- Avial NV
- Aviaprad Aircompany
- Baikal Airlines
- Bural
- Chernomor-Avia
- Continent Aircompany

- Continental Airways
- Daghestan Airlines
- Dalavia
- Domodedovo Airlines
- Donavia
- Enkor
- Gazpromavia
- Globus Airlines
- Interavia Airlines
- Jamal Airlines
- Karat Air
- Kavminvodyavia
- KD Avia
- Kolavia
- KrasAir
- Kuban Airlines
- Magadan Airlines
- Moskovia Airlines

- Noril'sk State Air Enterprise
- Omskavia Airlines
- Orenair
- PAL Perm Airlines
- Rossija Airlines
- Russian Sky Airlines
- S7 Airlines
- Samara Airlines
- Sibaviatrans
- UHCAS
- Ural Airlines
- UTair
- VIM-Avia
- Vladivostok Avia
- Vnukovo Airlines
- Yakutavia

Altre nazioni
- Afghanistan: Ariana Afghan Airlines
- Azerbaigian: Azerbaijan Airlines, Imair Airlines, Turan Air
- Bielorussia: Belavia Belarusian Airlines
- Bulgaria: Air VIA, Balkan Bulgarian Airlines, BH Air, Bulgarian Air Charter, Hemus Air
- Cecoslovacchia: CSA Czechoslovak Airlines
- Cina: CAAC, China Southwest Airlines, China United Airlines, China Xinjiang Airlines, Sichuan Airlines
- Corea del Nord: Air Koryo, ultimo operatore civile
- Croazia: Air Adriatic
- Cuba: Cubana
- Egitto: EgyptAir
- Estonia: Elk Airlines
- Georgia: Georgian Airways
- Gibuti: Daallo Airlines
- Iran: Caspian Airlines, Eram Air, Iran Air, Iran Airtour, Mahan Air, Taban Air
- Kazakistan: Air Kazakistan, Atyrau Airways, Kaz Air Trans, Kazakistan Airlines, Sayakhat Airlines
- Kirghizistan: Air Kyrgyzstan, Kyrgyzstan Airlines
- Libia: Libyan Arab Airlines
- Macedonia del Nord: Avioimpex, MAT Macedonian Airlines
- Moldavia: Air Moldova
- Mongolia: MIAT Mongolian Airlines
- Nicaragua: Aeronica
- Pakistan: Pakistan International Airlines
- Polonia: LOT Polish Airlines
- Rep. Ceca: Czech Airlines, Smartwings
- Romania: TAROM
- Slovacchia: Slovak Airlines
- Somalia: Air Somalia
- Siria: Syrianair
- Tagikistan: Tajik Air
- Turchia: Greenair, Holiday Airlines
- Turkmenistan: Turkmenistan Airlines
- Ucraina: Air Ukraine
- Ungheria: Malév Hungarian Airlines
- Uzbekistan: Uzbekistan Airways
- Yemen: Alyemda

### Militari
Armenia
- Hayastani R'azmao'dayin Owjher

 Azerbaigian
- Azərbaycan hərbi hava qüvvələri

 Bielorussia
- Voenno-vozdušnye sily i vojska protivovozdušnoj oborony

1 Tu-154 ex sovietico ricevuto nel 1992, ritirato.
 Cecoslovacchia
- Češkoslovenske Vojenske Letectvo

 Cina
- Zhongguo Renmin Jiefangjun Kongjun

7 Tu-154M/D ELINT e 2 Tu-154M da trasporto consegnati e tutti in servizio al maggio 2018.
 Corea del Nord
- Chosŏn Inmin Kun Konggun

3 Tu-154B consegnati e tutti in servizio al novembre 2018.
 Cuba
- Defensa Anti-Aérea y Fuerza Aérea Revolucionaria

 Germania Est
- Luftstreitkräfte und Luftverteidigung der Deutschen Demokratischen Republik

 Germania
- Luftwaffe

2 esemplari ereditati dalla Germania Est, ritirati.
 Kazakistan
- Sil Vozdushnoy Oborony Respubliki Kazakhstan

1 Tu-154B-2 consegnato.
 Mongolia
- Agaaryn Dovtolgoonoos Khamgaalakh Tsergiyn Komandlal

 Polonia
- Siły Powietrzne

2 Tu-154M, uno perso nel 2010 e uno ritirato nel 2011.
 Rep. Ceca
- Vzdušné síly armády České republiky

 Russia
- Voenno-vozdušnye sily Rossijskoj Federacii

 Slovacchia
- Vzdušné sily Slovenskej republiky

 Turkmenistan
- Wojenno-Wosduschnije Sily

2 Tu-154B-2, ritirati.
 Ucraina
- Viys'kovo-Povitriani Syly Ukrayiny

 Unione Sovietica
- Sovetskie Voenno-vozdušnye sily

## Incidenti
Anni 1980
Il 23 dicembre 1984, poco dopo il decollo un Tupolev Tu-154B-2 si schiantò, provocando la morte di 100 persone e 1 solo sopravvissuto.

Anni 2000
Il 4 ottobre 2001 un Tupolev Tu-154 della compagnia russa volo Siberia Airlines 1812, ora S7 Airlines, diretto a Novosibirsk durante un'esercitazione del Ministero della Difesa Dell'Ucraina fu abbattuto da un missile S-200 vicino alla città russa di Soči sul Mar Nero in Russia.
Nella notte del 1º luglio 2002 un Tupolev Tu-154 che operava sul volo Bashkirian Airlines 2937 in volo tra Mosca e Barcellona entrò in collisione con il volo 611, un Boeing 757 della DHL in volo tra Bergamo e Bruxelles causando la collisione di Überlingen. Nell'incidente persero la vita 71 persone: i 60 passeggeri e 9 membri dell'equipaggio a bordo del Tupolev e i 2 piloti a bordo del Boeing.
Un incidente con il coinvolgimento del Tupolev Tu-154 era avvenuto in Ucraina il 22 agosto 2006 e ancora prima, secondo quanto riportato nel sito "Aviation-safety", il 24 agosto 2004, in Russia, quando morirono tutti gli occupanti del velivolo (l'aereo è esploso, l'esplosione è stata causata dalla bomba portata a bordo da una terrorista-kamikaze indipendentista cecena) della S7 Airlines (ex Sibir Airlines).

Il 15 luglio 2009 circa 20 minuti dopo il decollo da Teheran, a causa di un incendio al motore un Tupolev Tu-154 della Caspian Airlines si schiantò, provocando 168 (153 passeggeri, 15 membri dell'equipaggio) vittime tra le persone che erano a bordo.
Il 24 gennaio 2010 un Tupolev Tu-154M si è schiantato in fase di atterraggio a Mashhad in Iran senza provocare vittime.

Un altro incidente che ha coinvolto un Tupolev Tu-154M è avvenuto a Smolensk il 10 aprile 2010. Tra i 96 morti c'è stato anche il presidente polacco Lech Kaczyński con la moglie Maria. Da allora l'aeronautica militare polacca ha ritirato i due esemplari in uso.

Il 4 dicembre 2010, un Tupolev Tu-154M della russa Daghestan Airlines ha effettuato un atterraggio di emergenza all'aeroporto Domodedovo di Mosca con due propulsori su tre fuori uso. Nella manovra sono morte due persone, mentre ci sono state decine di feriti gravi.
Il 1º gennaio 2011, un Tupolev Tu-154 della compagnia russa Kolavia ha preso fuoco ed è esploso durante la fase di rullaggio all'aeroporto di Surgut, tre persone sono morte e 46 quelle ferite (intossicazione da fumo) su 116 passeggeri più 8 membri dell'equipaggio.
Il 25 dicembre 2016 il Tu-154B-2 marche RA-85572 in servizio nella Voenno-vozdušnye sily, l'aeronautica militare russa, partito da Čkalovskij vicino a Mosca e diretto alla base aerea di Laodicea-Chmejmim, presso l'aeroporto Internazionale Basil al-Assad (IATA: LTK, ICAO: OSLK), in Siria, è precipitato nel Mar Nero a 6 chilometri dalle coste russe dopo uno scalo per rifornimento all'aeroporto di Soči-Adler. A bordo c'erano 84 persone più 8 membri dell'equipaggio. Tra i passeggeri c'era il Complesso Accademico di Canto e Ballo dell'Esercito Sovietico "A.V. Aleksandrov" (coro dell'Armata Rossa).

## Sequenza di designazione
Tu-154 - Tu-154A - Tu-154B-1 - Tu-154B-2 - Tu-154S - Tu-154M-1 - Tu-154M-2 - Tu-154M-3

### Velivoli comparabili
Regno Unito
- Hawker Siddeley Trident

 Stati Uniti
- Boeing 727

 Unione europea
- Airbus A321